# Vladislav Beneš

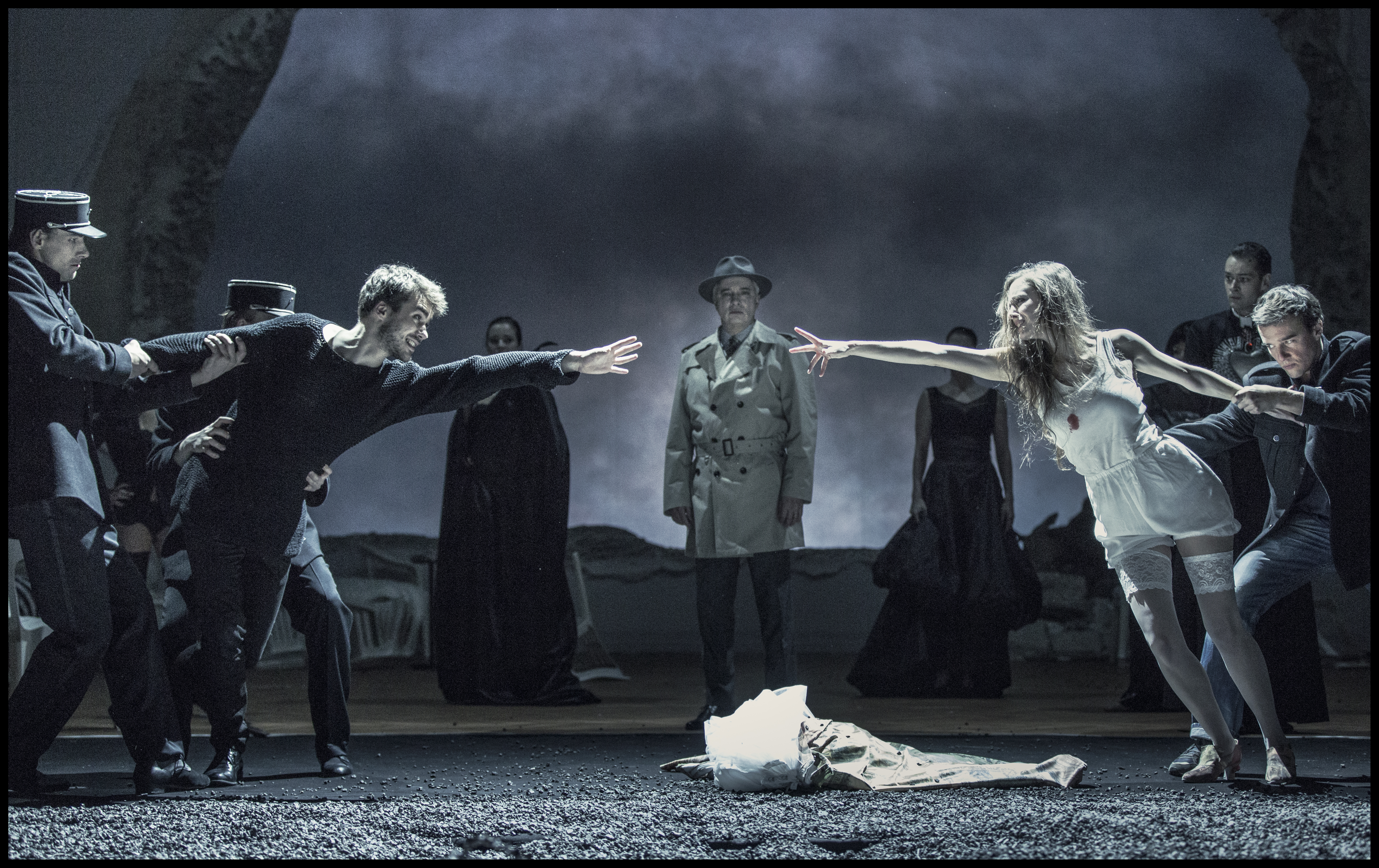
Záběr z inscenace Manon Lescaut (Národní divadlo, režie Daniel Špinar, premiéra 11.2.2016). Vladislav Beneš jako pan Duval, Jana Pidrmanová jako Manon, Patrik Děrgel jako des Grieux.

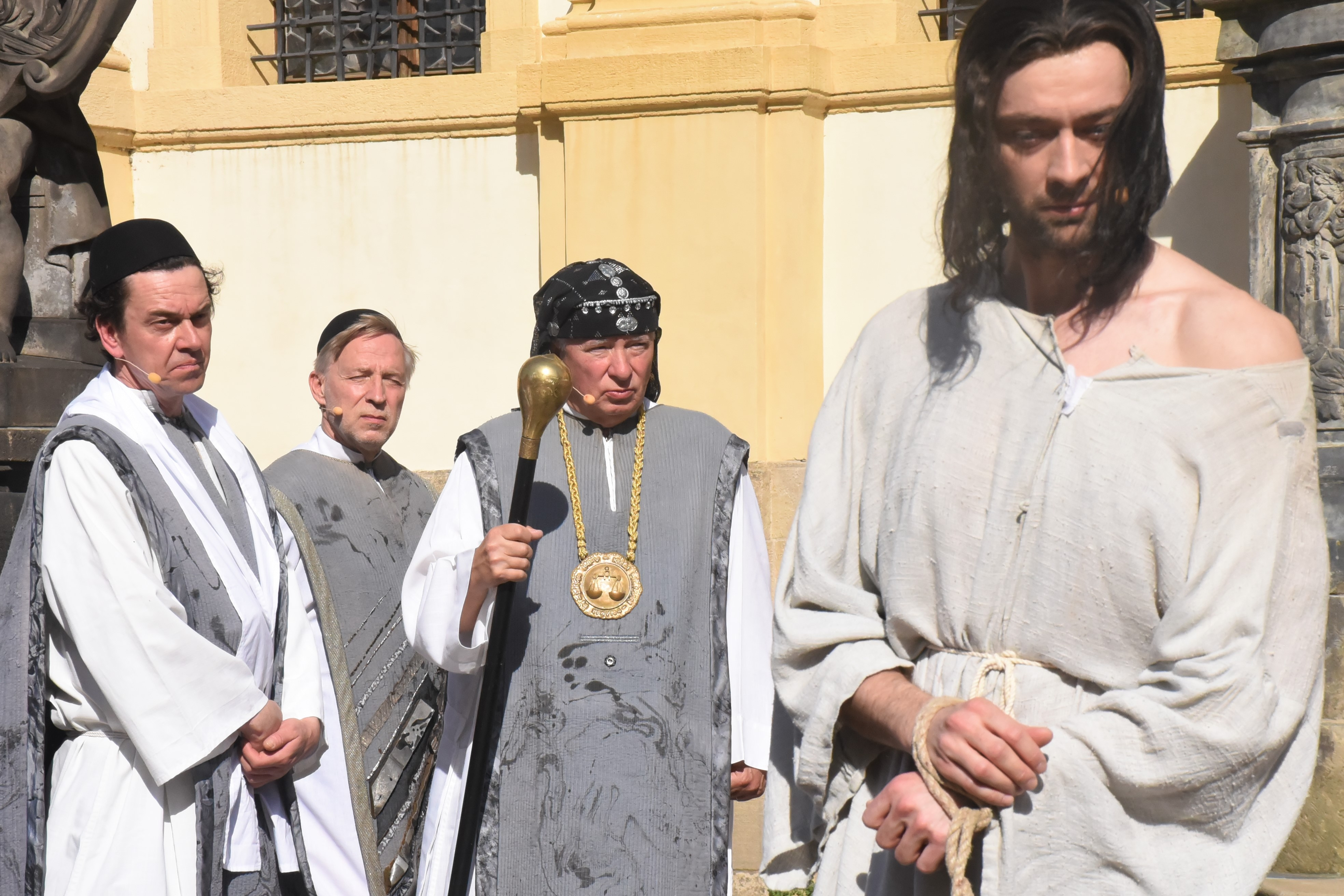
zprava: Radúz Mácha jako Ježíš Nazaretský, Vladislav Beneš v roli Kaifáše, Pavel Polášek a Václav Rašilov v Lidové Pašijové hře před pražskou Loretou, režie Oldřich Vlček

Vladislav Beneš (* 28. listopadu 1956 Praha) je český herec a dabér.

## Životopis
Dabingu se věnuje od dětství, jako dětský herec se objevil na divadelní scéně Národního divadla a Divadla E. F. Buriana. Absolvoval Gymnázium Na Zatlance, poté vystudoval obor herectví na DAMU (1980) , poté následovalo angažmá v Divadle J. Průchy v Kladně (1980–1982) a v Městském divadle Mladá Boleslav (1982–1983), od roku 1983 je členem Činohry Národního divadla v Praze. 
Je dvorním dabérem herce Pierce Brosnana.

## Filmografie, výběr

### Divadelní role
- Karel Čapek: Matka, Tony
- Alois Jirásek: Lucerna, vodník Michal
- William Shakespeare: Sen noci svatojánské, Puck
- Jan Drda: Hrátky s čertem, čert Lucius
- Karel Čapek: Věc Makropulos, Janek
- Maxim Gorkij: Vassa, Pavel
- William Shakespeare: Marná lásky snaha, učitel Holofernes
- Molière: Tartuffe, Valér
- William Shakespeare: Sen noci svatojánské, Theseus
- William Shakespeare: Othello, Jago
- Michail Bulgakov: Mistr a Markétka, Lotrov
- Anton Pavlovič Čechov: Višňový sad, Jaša
- Bohumil Hrabal: Obsluhoval jsem anglického krále, Zdeněk
- Vítězslav Nezval: Manon Lescaut, Duval (2016, Národní divadlo, režie Daniel Špinar)
- František Hrubín: Kráska a zvíře, Otec (2022, Národní divadlo, režie Daniel Špinar)
- Karel Čapek: Hordubal, Gelnaj, četnický strážmistr (2022, Národní divadlo, režie Michal Vajdička)
- Ladislav Stroupežnický: Naši furianti, Pavel Kožený (2023, Národní divadlo, režie Martin Františák)

### Filmové a televizní role
- 1974 – Poslední ples na rožnovské plovárně
- 1974 – Lidé z metra
- 1975 – Pomerančový kluk
- 1975 – Na konci světa
- 1977 – Dary hadího krále
- 1978 – Cesta domů
- 1979 – Chvíle pro píseň trubky
- 1980 – Svítalo celou noc
- 1980 – Rytmus 1934
- 1982 – Poslední vlak
- 1984 – Chytrá princezna
- 1984 – Čertův švagr
- 1985 – Nevěsta
- 1986 – Švec z konce světa
- 1988 – Motanice
- 1988 – Kverulantka
- 1991 – Uzavřený pavilón
- 1991 – Krásná čarodějka
- 1991 – Král a zloděj
- 1992 – Pravda a lež
- 1995 – Netrpělivost srdce
- 1998 – Smůla
- 1999 – Ze života pubescentky
- 1999 – Nenávist
- 1999 – Zakletý vrch
- 2001 – May Day
- 2002 – Z rodinného alba
- 2002 – Miláček
- 2007 – O uloupené divožence
- 2008 – Kriminálka Anděl (TV seriál)
- 2010 – Cukrárna (TV seriál)
- 2010 – Ach, ty vraždy! (TV seriál)
- 2013 – Sanitka 2 (TV seriál)
- 2013 – České století (TV seriál)
- 2014 – Svatby v Benátkách (TV seriál)
- 2014 – První republika (TV seriál)

### Dabing
- 1966 Prázdniny s Ivettou – Jorge Juan Merino (Cholo)
- 1968 Chlapec a čáp – Bogdan Untaru (Naiko)
- 1969 Pán hor – Boris Ivanovski (Kůzle)
- 1971 Pippi dlouhá punčocha – Pär Sundberg (Tommy)
- 1971 Lev ve stodole – James Forlong (Andrew Fowler)
- 1976 Moskva – Kassiopeia – Miša Jeršov (Viktor Serega)
- 1979 Markýz de Bois–Doré – Michel Albertini (Mario)
- 1982 Zkouška orchestru – (Claudio, bubeník)
- 1982 Policejní inspektorka – Christophe Nollier (Gilou)
- 1983 Jacksonina cesta – Serge Tresamini (Kid)
- 1984 Na východ od ráje – Hart Bochner (Aron Trask)
- 1985 Zločin Pierra Lacaze – Patrick Rollins (Jacques)
- 1985 Dva roky prázdnin – Dominique Planchot (Gordon)
- 1986 Nevhodná práce pro ženu – Dominic Guard (Andrew Lunn)
- 1986 Korálový ostrov – Scott McGregor (Jack Martin)
- 1986 Brubaker – Ronald C. Frazier (Willets)
- 1987 Gallipoli – David Argue (Snowy)
- 1987 Benji – Frances Bavier (Finestrová)
- 1988 Divoká kachna – Arthur Dignam (Gregory)
- 1989 Urvi co můžeš – John Flanagan (Willard)
- 1991 Sám doma – Daniel Stern (Marv)
- 1991 Memphiská kráska – Sean Astin (poručík Richard "Rascal" Moore)
- 1991 Lebkouni – Kevyn Major Howard (Rudyard Kipling)
- 1992 Sám doma 2: Ztracen v New Yorku – Daniel Stern (Marv)
- 1992 Batman se vrací – Christopher Walken (Max Shreck)
- 1993 Vysoká hra patriotů – Sean Bean (Sean Miller)
- 1993 Tělo jako důkaz – Joe Mantegna (Robert Garrett)
- 1993 O myších a lidech – Gary Sinise (George Milton)
- 1993 Návštěvníci – Didier Benureau (Doktor Beauvin)
- 1993 Návrat Sommersbyho – Richard Gere (John Robert Sommersby)
- 1994 Pretty Woman – Richard Gere (Edward Lewis)
- 1994 Harley Davidson a Marlboro Man – Don Johnson (Marlboro)
- 1994 Bez dcerky neodejdu – Alfred Molina (Moody)
- 1995 Silkwoodová – Kurt Russell (Drew Stephens)
- 1995 Nebezpečná rychlost – Jeff Daniels (Harry)
- 1995 Mladé pušky II – William Petersen (Patrick Floyd 'Pat' Garrett)
- 1996 Zlaté oko – Pierce Brosnan (James Bond)
- 1996 Ostrov hrdlořezů – Matthew Modine (Shaw)
- 1996 Královna Margot – Jean–Hugues Anglade (král Karel IX.)
- 1996 Hranice – Harvey Keitel (Cat)
- 1996 Americký prezident – Michael Douglas (prezident Andrew Shepherd)
- 1997 Velký Gatsby – Sam Waterson (Nick Carraway)
- 1997 Tango – Thierry Lhermitte (Paul)
- 1997 Sám doma 3 – David Thornton (Unger)
- 1997 Případ Pelikán – Denzel Washington (Gray Grantham)
- 1997 Nesnesitelná lehkost bytí – Daniel Day–Lewis (Tomáš)
- 1997 Muž a žena – Jean–Louis Trintignant (Jean–Louis Duroc)
- 1998 Zítřek nikdy neumírá – Pierce Brosnan (James Bond)
- 1998 Šakal – Richard Gere (Declan Mulqueen)
- 1998 Muž se železnou maskou – Jeremy Irons (Aramis)
- 1999 Zachraňte vojína Ryana – Ted Danson (kapitán Hamill)
- 1999 Lhář – Tim Roth (James Walter Wayland)
- 1999 8 MM – Nicolas Cage (Tom Welles)
- 1999 Dech života [dabing Nova] – Timothy Dalton (James Bond)
- 1999 Povolení zabíjet [dabing Nova] – Timothy Dalton (James Bond)
- 2000 V kůži Johna Malkoviche – John Malkovich (John Horacio Malkovich)
- 2000 Highlander:Zúčtování – Adrian Paul (Duncan Macleod)
- 2000 Nevěsta na útěku – Richard Gere (Ike Graham)
- 2000 Jeden svět nestačí – Pierce Brosnan (James Bond)
- 2000 Johanka z Arku – John Malkovich (Karel VII.)
- 2000 Anna a král – Yun–Fat Chow (král Mongkut)
- 2000 Americká krása – Chris Cooper (Frank Fitts)
- 2000 Aféra Thomase Crowna – Pierce Brosnan (Thomas Crown)
- 2001 Zvoník od Matky Boží – Derek Jacobi (Claude Frollo)
- 2001 Ponorka U–571 – Jake Weber (Hirsch)
- 2001 Podzim v New Yorku – Richard Gere (Will Keane)
- 2001 Patriot – Tchéky Karyo (Jean Villeneuve)
- 2002 Proroctví z temnot – Richard Gere (John Klein)
- 2002 Pán prstenů: Společenstvo prstenu – Hugo Weaving (Elrond)
- 2002 Indiana Jones a dobyvatelé ztracené archy – Wolf Kahler (nácek Dietrich)
- 2002 Hercule Poirot: Záhada na zámku Styles – Hugh Fraser (kapitán Hastings)
- 2002 Hercule Poirot: Vraždy podle abecedy – Hugh Fraser (kapitán Hastings)
- 2002 Hercule Poirot: Vražda na golfovém hřišti – Hugh Fraser (kapitán Hastings)
- 2002 Hercule Poirot: Němý svědek – Hugh Fraser (kapitán Hastings)
- 2002 Gosford Park – Richard E. Grant (George)
- 2002 Asterix a Obelix: Mise Kleopatra – Alain Chabat (Julius Caesar)
- 2002 Agent z Panamy – Pierce Brosnan (Andrew Osnard)
- 2003 Pán prstenů: Dvě věže – Hugo Weaving (Elrond)
- 2003 Chicago – Richard Gere (Billy Flynn)
- 2003 Dnes neumírej – Pierce Brosnan (James Bond)
- 2003 Armageddon – Billy Bob Thornton (Dan Truman)
- 2004 Stepfordské paničky – Christopher Walken (Mike Wellington)
- 2004 Pán prstenů: Návrat krále – Hugo Weaving (Elrond)
- 2004 Master & Commander: Odvrácená strana světa – Paul Bettany (Dr. Stephen Maturin, Surgeon)
- 2005 seriál Kriminálka Las Vegas – William Petersen (Gil Grissom)
- 2005 Ryba jménem Wanda – Kevin Kline (Otto)
- 2005 Pád Třetí říše – André Hennicke (SS–Brigadeführer Wilhelm Mohnke)
- 2005 Dannyho parťáci – Andy Garcia (Terry Benedict)
- 2005 Čelisti – Richard Dreyfuss (Matt Hooper)
- 2005 Collateral – Tom Cruise (Vincent)
- 2006 V jako Vendeta – Stephen Fry (Gordon Deitrich)
- 2006 Top Gun [dabing Nova] – Michael Ironside (Jester)
- 2006 Příliš vzdálený most [dabing MGM] – Dirk Bogarde (generálporučík Browning)
- 2006 Návrat Sommersbyho [dabing ČT] – Richard Gere (John Robert Sommersby)
- 2006 Dvanáct rozhněvaných mužů – Henry Fonda (porotce č. 8)
- 2006 Dobrou noc a hodně štěstí – George Clooney (Fred Friendly)
- 2007 Sunshine – Hiroyuki Sanada (Kaneda)
- 2007 Sedm statečných – Yul Brynner (Chris Adams)
- 2007 Piráti z Karibiku: Na konci světa – Tom Hollander (Lord Cutler Beckett)
- 2007 Muž proti muži – Pierce Brosnan (Gideon)
- 2007 Hrabě Monte Christo – Roger Pigaut (Fernand de Morcerf)
- 2007 Denní hlídka – Viktor Veržbickij (Zavulon)
- 2007 Dannyho parťáci 3 – Andy Garcia (Terry Benedict)
- 2008 Mnichov – Ciarán Hinds (Carl)
- 2008 Mamma Mia! – Pierce Brosnan (Sam Carmichael)
- 2008 Flynn Carsen: Návrat do dolů krále Šalamouna – Noah Wyle (Flynn Carsen)
- 2008 Flynn Carsen: Honba za Kopím osudu – Noah Wyle (Flynn Carsen)
- 2009 Noční hlídka [dabing Nova] – Pierce Brosnan (Michael 'Mike' Graham)
- 2009 Mustangové – Eli Wallach (Guido)
- 2009 Kolem světa za 80 dní – Pierce Brosnan (Phileas Fogg)
- 2009 Jak jsem vyhrál válku – Michael Hordern (Grapple)
- 2009 Flynn Carsen: Kletba Jidášova kalichu – Noah Wyle (Flynn Carsen)
- 2009 Dva na houpačce – Robert Mitchum (Jerry Ryan)
- 2010 Percy Jackson: Zloděj blesku – Pierce Brosnan (Cheiron)
- 2010 Nine – Daniel Day–Lewis (Guido Contini)
- 2010 Muž ve stínu – Pierce Brosnan (Adam Lang)
- 2010 Křižovatka – Richard Gere (Vincent Eastman)
- 2010 Hačikó – příběh psa – Richard Gere (Parker Wilson)
- 2010 Dar – Pierce Brosnan (Allen Brewer)
- 2010 Bourneovo ultimátum [dabing Prima] – David Strathairn (Noah Vosen)
- 2010 Amelia – Richard Gere (George Putnam)
- 2011 Láska a jiné závislosti – Hank Azaria (Dr. Stan Knight)
- 2011 Kazatel – Paul Bettany (Kněz)
- 2011 Jednou ano, třikrát možná – Kevin Kline (Hampton Roth)
- 2011 Hlavně nezávazně – Kevin Kline (Alvin)
- 2011 Ďáblova ruka – Pierce Brosnan (Dan Day)
- 2012 Nechápu, jak to dokáže – Pierce Brosnan (Jack Abelhammer)
- 2012 Hobit: Neočekávaná cesta – Hugo Weaving (Elrond)
- 2012 Dvojitý agent – Richard Gere (Paul Shepherdson)
- 2012 Bourneův odkaz – David Strathairn (Noah Vosen)
- 2012 Až do září – Thierry Lhermitte (Xavier de la Perouse)
- 2012 Asterix a Obelix ve službách jejího veličenstva – Fabrice Luchini (Julius Caesar)
- 2012 Argo – Viktor Garber (Ken Taylor)
- 2014 Láska po anglicku – Pierce Brosnan (Richard)

### Audioknihy
- Inovátoři (2015), vydala Audiotéka
- Einstein a jeho život (2016), vydala Audiotéka
- Volání divočiny (2017), vydala Audiotéka v edici Mistři slova
- Dům duchů (2019, vydala Audiotéka)